# Teseida

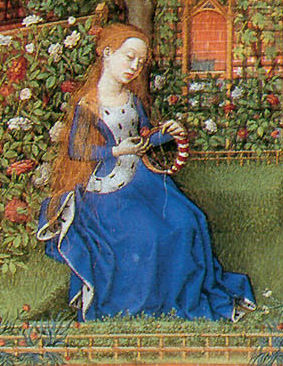
Emilia w ogrodzie. Średniowieczna ilustracja do Tezeidy Giovanniego Boccaccia

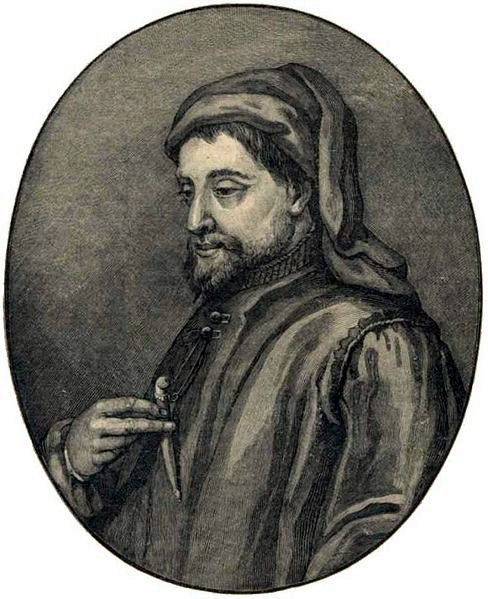
Geoffrey Chaucer znał bardzo dobrze literaturę włoską i francuską i wykorzystywał zaczerpnięte z nich wątki i motywy we własnej twórczości

Teseida (Tezeida) – epos włoskiego poety Giovanniego Boccaccia. Utwór składa się z dwunastu ksiąg. Liczy ogółem około dziesięciu tysięcy wersów. Poemat powstał najprawdopodobniej w latach 1340-1341. Został napisany przy użyciu oktawy (wł. ottava rima), czyli strofy ośmiowersowej, układanej jedenastozgłoskowcem (wł. endecasillabo) i rymowanej według wzoru abababcc. Był jednym z pierwszych poematów epickich stworzonych przy zastosowaniu tej strofy, która została w ten sposób nobilitowana jako tworzywo największych włoskich eposów. Za przykładem Boccaccia poszli inni poeci włoscy, jak Matteo Maria Boiardo, Luigi Pulci, Ludovico Ariosto, Torquato Tasso, Alessandro Tassoni, Girolamo Graziani i Lucrezia Marinella. 
O Sorelle Castalie, che nel monte

Elicona contente dimorate

D’intorno al sacro gorgoneo fonte,

Sottesso l’ombra delle frondi amate

Da Febo, delle quali ancor la fronte

Spero d’ornarmi sol che ’l concediate,

Le sante orecchie a’ miei preghi porgete,

E quegli udite come voi dovete.
Epizod opowiadający o rywalizacji Arcyty i Palemona o rękę Emilli wykorzystał w Opowieści rycerza z Opowieści kanterberyjskich jeszcze w tym samym stuleciu angielski poeta Geoffrey Chaucer. Jego dzieło przełożył na język polski Przemysław Mroczkowski.